# Iași Open 2024 - Doppio maschile
Il doppio maschile del torneo di tennis professionistico Iași Open 2024, facente parte della categoria Challenger 100 nell'ambito dell'ATP Challenger Tour 2024, si è giocato dall'8 al 14 luglio a Iași, in Romania. Nicolás Barrientos e Aisam-ul-Haq Qureshi erano i detentori del titolo ma solo Qureshi aveva scelto di partecipare in coppia con Dmitrij Popko.
In finale Cezar Crețu e Bogdan Pavel hanno sconfitto Karol Drzewiecki e Piotr Matuszewski con il punteggio di 2–6, 6–2, [10–4].

## Teste di serie
1. Luis David Martínez /  Cristian Rodríguez (quarti di finale)
2. Anirudh Chandrasekar /  Arjun Kadhe (quarti di finale)

1. Jonathan Eysseric /  George Goldhoff (primo turno, ritirati)
2. Karol Drzewiecki /  Piotr Matuszewski (finale)

## Wildcard
1. Daniel Uta /  Jiří Veselý (primo turno)

1. Cezar Crețu /  Bogdan Pavel (campioni)

## Alternate
1. Nicholas David Ionel /  Filip Cristian Jianu (primo turno)
2. Gabi Adrian Boitan /  Dan Alexandru Tomescu (primo turno)

1. Tomás Lipovšek Puches /  Matei Cristian Onofrei (quarti di finale)

## Tabellone

### Legenda
| - Q = Qualificato - WC = Wild card - LL = Lucky loser | - ALT = Alternate - SE = Special Exempt - PR = Protected Ranking | - w/o = Walkover - r = Ritirato - d = Squalificato |

|  | Primo turno | Primo turno                  | Primo turno                  | Primo turno | Primo turno |  |  | Quarti di finale | Quarti di finale             | Quarti di finale             | Quarti di finale           | Quarti di finale |   |      | Semifinali | Semifinali                         | Semifinali          | Semifinali               | Semifinali |   |      | Finale | Finale | Finale | Finale | Finale |  |
|  |             |                              |                              |             |             |  |  |                  |                              |                              |                            |                  |   |      |            |                                    |                     |                          |            |   |      |        |        |        |        |        |  |
|  | 1           | LD Martínez C Rodríguez      | LD Martínez C Rodríguez      | 6           | 7           |  |  |                  |                              |                              |                            |                  |   |      |            |                                    |                     |                          |            |   |      |        |        |        |        |        |  |
|  |             | S Duncan H Reese             | S Duncan H Reese             | 2           | 63          |  |  | 1                | LD Martínez C Rodríguez      | LD Martínez C Rodríguez      | 65                         | 3                |   |      |            |                                    |                     |                          |            |   |      |        |        |        |        |        |  |
|  |             | D Popko A-u-H Qureshi        | D Popko A-u-H Qureshi        | 2           | 63          |  |  |                  | A Jecan S Walków             | A Jecan S Walków             | 7                          | 6                |   |      |            |                                    |                     |                          |            |   |      |        |        |        |        |        |  |
|  |             | A Jecan S Walków             | A Jecan S Walków             | 6           | 7           |  |  |                  |                              |                              |                            |                  |   |      |            | A Jecan S Walków                   | 7                   | 3                        | [4]        |   |      |        |        |        |        |        |  |
|  | 4           | K Drzewiecki P Matuszewski   | K Drzewiecki P Matuszewski   | 6           | 6           |  |  |                  |                              | 4                            | K Drzewiecki P Matuszewski | 65               | 6 | [10] |            |                                    |                     |                          |            |   |      |        |        |        |        |        |  |
|  | Alt         | GA Boitan DA Tomescu         | GA Boitan DA Tomescu         | 4           | 3           |  |  | 4                | K Drzewiecki P Matuszewski   | K Drzewiecki P Matuszewski   | 6                          | 6                |   |      |            |                                    |                     |                          |            |   |      |        |        |        |        |        |  |
|  |             | H Dellien M Dellien          | H Dellien M Dellien          | 2           | 1           |  |  |                  | V Orlov D Stevenson          | V Orlov D Stevenson          | 4                          | 2                |   |      |            |                                    |                     |                          |            |   |      |        |        |        |        |        |  |
|  |             | V Orlov D Stevenson          | V Orlov D Stevenson          | 6           | 6           |  |  |                  |                              |                              |                            |                  |   |      | 4          | Karol Drzewiecki Piotr Matuszewski | 6                   | 2                        | [4]        |   |      |        |        |        |        |        |  |
|  | WC          | D Uta J Veselý               | D Uta J Veselý               | 3           | 62          |  |  |                  |                              |                              |                            |                  |   |      |            |                                    | WC                  | Cezar Crețu Bogdan Pavel | 2          | 6 | [10] |        |        |        |        |        |  |
|  |             | L Britto R Stepanov          | L Britto R Stepanov          | 6           | 7           |  |  |                  | L Britto R Stepanov          | L Britto R Stepanov          | 6                          | 7                |   |      |            |                                    |                     |                          |            |   |      |        |        |        |        |        |  |
|  | Alt         | T Lipovšek Puches MC Onofrei | T Lipovšek Puches MC Onofrei | 1           |             |  |  | Alt              | T Lipovšek Puches MC Onofrei | T Lipovšek Puches MC Onofrei | 1                          | 5                |   |      |            |                                    |                     |                          |            |   |      |        |        |        |        |        |  |
|  | 3           | J Eysseric G Goldhoff        | J Eysseric G Goldhoff        | 0           | r           |  |  |                  |                              |                              |                            |                  |   |      |            | L Britto R Stepanov                | L Britto R Stepanov | 4                        | 63         |   |      |        |        |        |        |        |  |
|  | WC          | C Crețu B Pavel              | C Crețu B Pavel              | 7           | 78          |  |  |                  |                              | WC                           | C Crețu B Pavel            | C Crețu B Pavel  | 6 | 7    |            |                                    |                     |                          |            |   |      |        |        |        |        |        |  |
|  | Alt         | ND Ionel FC Jianu            | ND Ionel FC Jianu            | 5           | 6           |  |  | WC               | C Crețu B Pavel              | 78                           | 4                          | [10]             |   |      |            |                                    |                     |                          |            |   |      |        |        |        |        |        |  |
|  |             | A Shelbayh D Vallejo         | A Shelbayh D Vallejo         | 6           | 2           |  |  | 2                | A Chandrasekar A Kadhe       | 6                            | 6                          | [2]              |   |      |            |                                    |                     |                          |            |   |      |        |        |        |        |        |  |
|  | 2           | A Chandrasekar A Kadhe       | A Chandrasekar A Kadhe       | 78          | 6           |  |  |                  |                              |                              |                            |                  |   |      |            |                                    |                     |                          |            |   |      |        |        |        |        |        |  |